# Farid Omri
Farid Omri est un auteur et metteur en scène de pièces de théâtre, humoriste et comédien. Il est né le 9 septembre 1965 à Bizerte, en Tunisie et est décédé le 14 avril 2017 à Paris des suites d'un cancer. Il est principalement connu pour sa pièce de théâtre Couscous aux lardons, lancée en 2006. Il a aussi été le directeur du Théâtre Montorgueil à Paris.

## Biographie
D'origine tunisienne, après une enfance passée à Saint-Étienne, Farid Omri commence des études d'anglais qui s'accompagneront notamment par un séjour de plusieurs mois à Birmingham, en Angleterre. De retour en France, il suit une formation musicale de piano et crée le groupe Ophélia avec lequel il se produit sur différentes scènes, dont le festival de Tébessa, en Algérie. Sa reprise de My Lady d'Arbanville[Quoi ?], de Cat Stevens, lui vaut de nombreux rappels. Sa carrière d'humoriste débute quelques années plus tard par des stand-up à Saint-Chamond et Saint-Etienne, dans des salles peu connues comme celle de L'Encrier. Il porte sur la scène du théâtre de l'Aumônerie lors de son premier festival d'Avignon sa vision de l'évolution de la société. Nourri par les textes et les musiques de Nougaro, Michel Berger et de tant d'autres, il écrit son one man show Un homme heureux, joué d'octobre à décembre 2003 au théâtre Moloko à Paris. Il enchaîne ensuite avec un deuxième spectacle — Tronche de comique — joué en mars 2004 au théâtre Moloko. Après un début de carrière dans la comédie, et fort du succès que remporte sa pièce la plus populaire, Couscous aux lardons, il devient en parallèle directeur du théâtre Montorgueil à Paris et en gère la programmation.

## Couscous aux lardons
Couscous aux lardons est une pièce de théâtre de quatre-vingt minutes lancée en 2006. Écrite, mise en scène et jouée par Farid Omri, elle connaît un franc succès dès 2006 et sera jouée chaque année depuis lors. Rencontrant un succès d'estime au festival d'Avignon en 2006, elle sera ensuite jouée à la Grande Comédie de Paris, une salle des frères Vardar, puis à la Comédie République, jusqu'à ce que Farid Omri achète le théâtre Montorgueil à Paris, où sera accueillie Couscous aux lardons. La pièce de théâtre Couscous aux lardons est une comédie relatant avec dérision les difficultés rencontrées par les couples mixtes. Entre 2006 et 2013, plusieurs artistes ont joué dans Couscous aux lardons, notamment Foudil Kaibou, Laura Laune, Lamine Lezghad, Pascal Boisson, Aïcha Lebrun, Fanny Collin et Mathieu Lebrun.

## Spectacles

### Metteur en scène
- 2003 : Un homme heureux de Farid Omri
- 2003 : Elles se m'arrachent toutes de Farid Omri
- 2004 : Tronche de comique de Farid Omri
- 2005 : Au secours ! Elles veulent toutes des bébés de Farid Omri
- 2006 : Couscous aux lardons de Farid Omri
- 2008 : Mes chers collègues de Farid Omri
- 2010 : Pochettes Surprises de Jacky Goupil
- 2015 : Drôle

### Acteur
- 2003 : Un homme heureux de Farid Omri
- 2003 : Elles se m'arrachent toutes de Farid Omri
- 2004 : Tronche de comique de Farid Omri
- 2005 : Au secours ! Elles veulent toutes des bébés de Farid Omri
- 2006 : Couscous aux lardons de Farid Omri
- 2007 : Pas nés sous la même étoile d'Alil Vardar
- 2008 : Mes chers collègues de Farid Omri
- 2015 : Drôle